# Dean Barkley

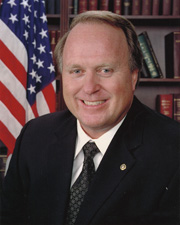
Dean Barkley

Dean Malcolm Barkley (* 31. August 1950 in Annandale, Minnesota) ist ein amerikanischer Politiker der Independence Party of Minnesota. Barkley war nach dem Tod des Mandatsinhabers Paul Wellstone von November 2002 bis Januar 2003 vorübergehend US-Senator für den Bundesstaat Minnesota.
Barkley wuchs in Annandale auf, wo er 1968 die Highschool abschloss, studierte an der University of Minnesota, erhielt dort 1972 seinen Bachelor of Science und 1976 seinen Juris Doctor. Er wurde Rechtsanwalt und war von 1988 bis 1991 Präsident von Dayton’s Furniture in Annandale.
Politisch gründete Barkley den regionalen Zweig der Reform Party Ross Perots in seinem Bundesstaat und war ihr Vorsitzender. Für die Reform Party, die später zur Independence Party wurde, kandidierte er 1992 für einen Sitz im Repräsentantenhaus der Vereinigten Staaten sowie 1994 und 1996 für einen Sitz im Senat der Vereinigten Staaten. Obwohl er dabei jeweils kein Mandat errang, machte er seine Partei bekannt und erreichte, dass sie öffentliche Wahlkampffinanzierung erhielt. 1998 beriet Barkley die erfolgreiche Gouverneurswahlkampagne seines Parteifreunds Jesse Ventura und wurde von diesem im Januar 1999 zum Leiter der Planungsbehörde des Bundesstaates ernannt. Nach dem Tod des demokratischen US-Senators Paul Wellstone wenige Tage vor der Senatswahl 2002 wurde Barkley am 4. November 2002 von Gouverneur Jesse Ventura, einem Parteifreund, dessen erfolgreiche Gouverneurswahlkampagne er 1998 geleitet hatte, zum Interimsmitglied des Senats ernannt, um den vakanten Sitz von Wellstone zu besetzen. Barkley war vom 5. November 2002 bis zum Ende der regulären Mandatszeit Wellstones am 3. Januar 2003 Senator.
Barkley trat bei der Senatswahl 2008 erneut gegen den republikanischen Mandatsinhaber Norm Coleman und den Demokraten Al Franken an. Barkley erhielt 15,15 Prozent der Stimmen hinter Coleman mit 41,98 und Franken mit 41,99 Prozent.
Dean Barkley praktiziert in einer Anwaltskanzlei in Minneapolis. Er engagierte sich als Leiter von Minnesota Compact, einer Initiative für saubere Wahlkämpfe, und im bundesstaatlichen Leitungsgremium von Common Cause. Seit 1982 ist er mit Susan Barkley verheiratet; das Paar hat drei Kinder.